# Conferencia Episcopal de Taiwán
La Conferencia Regional China de los Obispos de Taiwán o Taiwan Chinese Regional Bishops’ Conference (CRBC) es una institución permanente erigida por la Santa Sede cuyo fin es deliberar sobre asuntos nacionales de interés para el conjunto de la Iglesia de Taiwán. Es responsable de mantener un estrecho contacto de cooperación con la Santa Sede, las iglesias intercontinentales, regionales, nacionales y locales. Está integrada por los obispos de las diócesis de Taiwán bajo la autoridad del Papa.

## Historia de la Iglesia en Taiwán

### Misiones y establecimiento de una iglesia local
Los primeros en llegar a Taiwán fueron misioneros españoles, precisamente a las ciudades de Keelung y Tianshui ubicadas al norte de la región. La llegada de la fe tuvo lugar en 1626. Años más tarde, en 1642, luego de la ocupación holandesa, fueron apresados y enviados a la localidad de Batavia en Indonesia.
El 18 de mayo de 1859, los religiosos dominicos españoles, continuaron su labor y desde Filipinas se trasladaron a la ciudad de Kaohsiung , donde establecieron la Iglesia. El territorio de Taiwán pertenecía originalmente al Vicariato Apostólico de Fujian, el cual se dividió en 1883 en dos vicariatos: Vicariato de Fuzhow y Vicariato de Amoy.
Tiempo después de la ocupación japonesa de la isla, el 19 de julio de 1913, Taiwán se convirtió en una prefectura apostólica independiente. Sus prefectos apostólicos eran: Mons. Clemente Fernández (de 1913 a 1920) y Mons. Tomás de la Hoz (de 1920 a 1941), ambos de nacionalidad española.
Luego de diversas presiones por parte del gobierno de Japón, se nombró un prefecto apostólico japonés, Mons. Satowaki Asajiro (de 1941 a 1946). Con la rendición de japonesa en 1946, el sacerdote de origen taiwanés Tu Min-cheng fue nombrado administrador apostólico de la prefectura de Taiwán.
El 5 de marzo de 1948, el sacerdote José Arregui, O.P., fue nombrado prefecto.

### Papa Juan Pablo II  a los obispos de Taiwán
El martes 29 de enero de 2002 tuvo lugar la visita ad limina Apostolorum de los obispos de Taiwán al entonces Papa Juan Pablo II, quien en un afectuoso discurso dirigido a los presentes y a todo el pueblo católico de Taiwán, destacó la labor de reflexión de los tiempos que nos toca enfrentar, la misión del pastorear la grey del Señor y el rol de los lacios en la tarea de Evangelización.
"Como pastores del pueblo de Dios en Taiwan, representáis a Cristo en vuestras Iglesias particulares, puesto que de él recibís la misión y el poder sagrado de actuar in persona Christi capitis y de enseñar y gobernar con autoridad en su nombre. Esto requiere una profunda intimidad, mediante la oración, con el Señor para que, tomando la condición de Cristo siervo (cf. Flp 2, 7), podáis trabajar con humildad, generosidad y tesón por el bien de los fieles confiados a vuestro cuidado pastoral. "
Es así como invita a los obispos de Taiwán a llevar a cabo una "misión de esperanza", la cual "consiste en acojer el mensjae salvífico del Evangelio":
"Vuestra misión es, sobre todo, una misión de esperanza, porque sabéis que la verdadera solución para los complicados problemas que afligen a la humanidad consiste en acoger el mensaje salvífico del Evangelio. Por esta razón, vuestra programación pastoral para los primeros años del nuevo milenio debería apuntar sobre todo a lograr que el anuncio de Cristo "llegue a las personas, modele las comunidades e incida profundamente, mediante el testimonio de los  valores  evangélicos,  en  la  sociedad y en la cultura" (Novo millennio ineunte, 29)."